# キム・ミンジョン
キム・ミンジョン（金旻鍾または金民宗、Kim Min-jong、ハングル :  김민종、2000年9月1日- ）は大韓民国・ソウル特別市出身の柔道家。階級は100 kg超級。

## 人物
2016年のアジアカデ90kg超級で優勝すると、翌年には世界カデで優勝した。2017年にはアジアジュニア100 kg超級でも優勝した。2018年にはアジアジュニアで2連覇すると、普成高校の一員として金鷲旗に出場するが、5回戦で桐蔭学園高校と対戦すると、大将戦で90kg級の村尾三四郎に反則負けを喫した。続いて世界選手権にも出場するが、3回戦で原沢久喜に払腰で敗れた。世界団体では韓国と北朝鮮の合同チームの一員として、準決勝の日本戦で原沢と再戦するも反則負けを喫するが、3位決定戦でドイツを破ってチームは3位になった。2019年のアジアパシフィック選手権では準々決勝でキルギスタンのルリー・クラコベツキーに反則負けして3位だったが、グランプリ・フフホトでは準決勝でリオデジャネイロオリンピック100kg級金メダリストであるチェコのルカシュ・クルパレクを内股、決勝でもモンゴルのナイダン・ツブシンバヤルを内股で破って18歳にしてIJFワールド柔道ツアー初優勝を飾った。ユニバーシアードの90kg超級では準決勝でロシアのルスラン・シャフバゾフに敗れて3位だった。無差別では初戦でウズベキスタンのダフラト・ボボノフに一本負けした。団体戦では決勝のロシア戦でシャフバゾフに反則負けを喫して2位に終わった。東京で開催された世界選手権では準決勝でクルパレクに縦四方固で敗れるも、3位決定戦でブラジルのラファエル・シルバを大内刈で破って18歳ながらシニアの世界選手権で3位になった。しかしながら、世界ジュニアでは準々決勝でハンガリーの選手に敗れるなどして3位にとどまった。団体戦では準々決勝の日本戦で松村颯祐に反則負けするなどして7位に終わった。2021年7月に日本武道館で開催された東京オリンピックでは初戦で原沢に技ありで敗れた。2022年の世界選手権では3回戦でクルパレクを内股で破るなどして3位になった。2023年の世界選手権では2回戦で敗れた。ワールドユニバーシティゲームズでは決勝で中村雄太を破って優勝した。グランドスラム・東京では準々決勝で中立選手(AIN)として出場した世界チャンピオンであるロシアのイナル・タソエフ、準決勝で世界2位の斉藤立にそれぞれ合技で一本勝ちするも、決勝では中立選手であるロシアのタメルラン・バシャエフに浮落で敗れて2位だった。続くグランプリ・オディべーラスでは2位、グランドスラム・パリでも決勝で地元フランスのテディ・リネールに敗れて2位にとどまった。世界選手権では準決勝でクルパレクを技ありで破ると、決勝では元世界チャンピオンであるジョージアのグラム・ツシシビリを横四方固で破って、世界選手権初優勝を飾った。パリオリンピックでは準決勝で斉藤を背負投で破るも、決勝でリネールに払腰で敗れて銀メダルに終わった。パリオリンピック混合団体では銅メダルを獲得した。2025年の世界選手権では準決勝でツシシビリに隅落で敗れるも、その後の3位決定戦でバシャエフを技ありで破って3位になった。
IJF世界ランキングは2670ポイント獲得で17位(2025年6月2日現在)。

## 主な戦績
- 2016年 - アジアカデ 優勝(90 kg超級)
- 2017年 - アジアジュニア 優勝
- 2017年 - 世界カデ 優勝(90 kg超級)
- 2018年 - アジアジュニア 優勝
- 2018年 - 世界団体 3位
- 2018年 - アジアオープン・香港 優勝
- 2019年 - アジアパシフィック選手権 3位
- 2019年 - グランプリ・フフホト 優勝
- 2019年 - ユニバーシアード 個人戦90 kg超級 3位、団体戦 2位
- 2019年 - 世界選手権　3位
- 2019年 - 世界ジュニア　個人戦 3位、団体戦 7位
- 2020年 -　グランドスラム・デュッセルドルフ　3位
- 2021年 -　グランドスラム・タシケント　3位
- 2021年 -　アジア・オセアニア選手権　　個人戦　2位　団体戦　優勝
- 2022年 -　グランプリ・アルマダ 優勝
- 2022年 -　グランドスラム・パリ　3位
- 2022年 -　世界選手権　3位
- 2023年 -　グランプリ・アルマダ　優勝
- 2023年 -　グランドスラム・ウランバートル　2位
- 2023年 -　ワールドユニバーシティゲームズ　個人戦　優勝　団体戦　3位
- 2023年 - アジア大会　個人戦　3位　団体戦　5位
- 2023年 -　グランドスラム・東京　2位
- 2024年 -　グランプリ・オディベーラス　2位
- 2024年 -　グランドスラム・パリ　2位
- 2024年 - アジア選手権　2位
- 2024年 - 世界選手権　優勝
- 2024年 - パリオリンピック　2位
- 2024年 -  パリオリンピック混合団体 3位
- 2025年 - アジア選手権 3位
- 2025年 - 世界選手権　3位

(出典、JudoInside.com)